# Marnixstraat 327-329
Marnixstraat 327-329 is een appartementencomplex in Amsterdam-Centrum.
Het betreft een dubbel herenhuis, dat volgens de dienst Bureau Monumenten & Archeologie perfect in het straatbeeld van de Marnixstraat past. De historie gaat terug tot 28 april 1886 toen Burgemeester en Wethouders van Amsterdam aan zeilmaker Johan Hendrik Christiaan van Santen toestemming gaven twee percelen te bouwen ten zuiden van Marnixstraat 325. Van Santen had wel een architect ingeschakeld, doch een eeuw later kon de naam niet meer goed gelezen worden, men vond in de bestanden geen namen van erkende architecten die daar naar zouden kunnen leiden. Van Santen trok zelf in 1890 in het gebouw, maar kon er niet lang van genieten; hij overleed in 1897.
Het gebouw kenmerkt zich door de forse lijstgevel en detaillering in de stijl van de Hollandse neorenaissance, die veelvuldig in die jaren werd toegepast. Het is ingedeeld in een kelder, vier woonetages en een zolderverdieping. In de voorgevel is een risaliet aangebracht die wordt afgesloten met een fronton. De andere raamgangen worden afgesloten met een Dakkapel. Van bodem tot dak zijn er een natuurstenen plint, baksteen met relatief veel speklagen. De ramen op de begane grond, eerste en tweede verdieping hebben raambogen, terwijl het souterrain en de derde verdieping een rechthoekig bovenlijsting hebben. De ramen op de eerste en tweede verdieping hebben boven die ramen sierlijke belijsting, ook weer in de vorm van rechte lijnen, bogen en in het risaliet driehoeken. Tussen de ramen (verticaal) in het risaliet zijn voorts meanderachtige versieringen aangebracht. Op de lijst tussen de begane grond en eerste verdieping zijn zes koppen afgebeeld.   
De achtergevel is een geheel ander verhaal. Er zijn geen versieringen; het staat daar net niet direct aan het water van de Lijnbaansgracht. Het pand wordt aan de zuidzijde belend door een woon- en winkelblok. 

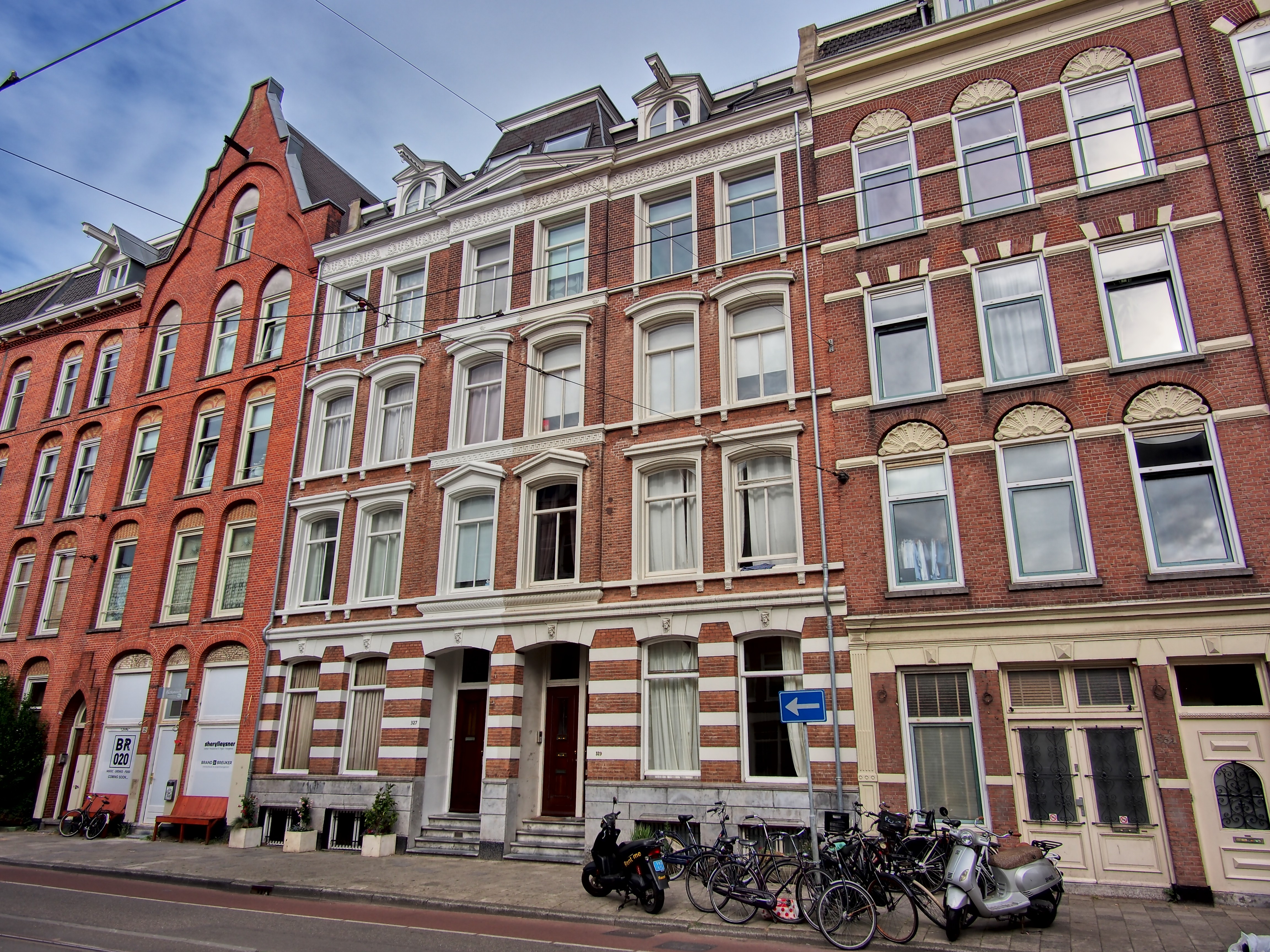
Het gebouw (juni 2017)